# Mecânica quântica não-hermitiana
A mecânica quântica não-hermitiana é uma mecânica quântica que pode ser construída sobre um hamiltoniano complexo que não é hermitiano, mas que satisfaz a condição física da simetria de reflexão espaço-tempo (simetria de PT). A mecânica quântica não-hermitiana aparece no estudo de sistemas dissipativos. Além disso, os hamiltonianos não-hermitianos com simetria ininterrupta de tempo de paridade (PT) têm todos os autovalores reais.
Os hamiltonianos não-hermitianos surgem naturalmente em sistemas quânticos como interações efetivas para um subsistema. Esses hamiltonianos podem ser propostos fenomenologicamente ou podem ser encontrados exatamente ou aproximadamente, aplicando a técnica de projeção de Feshbach para descrever a dinâmica no subsistema.